# Spirotecta
Spirotecta es un género de foraminífero bentónico de la subfamilia Spirotectinae, de la familia Nonionidae, de la superfamilia Nonionoidea, del suborden Rotaliina y del orden Rotaliida. Su especie tipo es Spirotecta pellicula. Su rango cronoestratigráfico abarca desde el Campaniense hasta el Maastrichtiense (Cretácico superior).

## Clasificación
Spirotecta incluye a la siguiente especie:
- Spirotecta pellicula †